# 菊池正美
菊池正美（日语：／ Kikuchi Masami，1960年4月24日—），日本資深男性配音員、旁白。出身於長野縣茅野市。身高167cm。O型血。

## 簡介
Kenyu Office所屬，原屬Troubadour音樂事務所（2010年3月之前）。
為人熟悉的代表配音作品有長壽動畫《櫻桃小丸子》的花輪〈花輪和彥〉。除了長壽動畫之外，有系列動畫《幸運女神》主角森里螢一、《天地無用！》主角柾木天地、《機動戰士鋼彈ZZ》的伊諾·阿帕布伊尼、《機甲戰記威龍》主角肯·若葉、《足球風雲》的平松和廣、《刃牙》主角範馬刃牙、《數碼寶貝大冒險》的城戶丈、《魔法少年賈修》的凱喬美；遊戲及改編動畫《漫畫派對》主角千堂和樹等。

### 來歷
菊池原本的志向是當演員，但不知道可以過著自由的生活，得需面對不知道要在哪裡綻放的情況下。帶著廣告宣傳單前往經紀公司Troubadour音樂事務所，並與同樣帶著宣傳單的舊友再度相會。就在此時，菊池看到已經是位有名的歌手兼聲優TARAKO的名字時，心裡感覺很安心之下加入。在那之後，菊池以參加1983年電視動畫《聖戰士鄧拜音》為路人配角（戰士A）配音出道。
之後菊池聲演1985年電視動畫《忍者戰士飛影》角色麥克·柯伊爾、1986年的《機動戰士鋼彈ZZ》角色伊諾·阿帕布伊尼與同年發行的OVA《機甲界 鐵之紋章》角色喬迪·波德王子、1987年的《機甲戰記威龍》角色肯·若葉等等作品主角以來，還配過其它作品的要角。就連本人自己也說「原本我是要從事參演電影或電視劇拍攝，可是我卻沒有想到原來當動畫聲優可以找到它的樂趣所在」。
2010年3月，菊池離開長年所屬Troubadour音樂事務所。有一段時間以自由身持續參加。2011年4月起加入現在所屬的Kenyu Office。

### 人物
由於菊池擔任《櫻桃小丸子》要角花輪配音有很長的一段時間，所以該角色對他來說的是自從進入聲優業界以來印象最深的。而花輪在初期登場的時候，菊池則是照著該角色當時裝模作樣的設定而進行配音，可是導演卻對菊池說「請做出這個人看起來就是一副裝模作樣的」，於是菊池就照導演的指示，念花輪的台詞同時還夾雜著英語「Oh No（喔，不）」、「Oh My God（我的天啊）」等等表現太超過的言語，及噼啪般加劇地即興演出的演技。
自從參演《幸運女神》和《天地無用！》這兩部系列動畫作品以來，前往錄音室現場時大多情況是男性聲優只有他一位，於是菊池自稱自己是後宮聲優。到了2010年代，由於他看到後宮走向的動畫不斷增加，進而自稱自己是元祖後宮聲優。
興趣是作蕎麥麵、拍攝風景照。
特長是歌曲作詞、作曲及吉他彈唱。因此他也是搖滾樂團ZARD後援會的會員。
菊池為遊戲《重生傳奇》角色薩雷配音期間，在簽名會活動中不小心把自己演的角色名字（日文寫作）寫成莎拉（サラ），因此在PSP版《重生傳奇》發行之後，在同時附錄特典DVD內容中聲優的話發文向粉絲道歉。還有，菊池說對像薩雷這樣這麼悲慘的設定通常是不會起太大作用的關係，所以這對收入來源有增加的他來說，可以說是心滿意足。
在《機動戰士鋼彈ZZ》聲演像伊諾·阿帕布伊尼般的成年男子之後，菊池在接檔作品《機甲戰記威龍》聲演主角肯·若葉時，其自身本性在飾演個性活潑型的時候其實很難掌握，於是他把此情況告訴導演時受到各種不同的關注。之後菊池將類似此事視作一種經驗，並抱著強烈的想法表示「今後如果有推出新作（遊戲作品）的話我很想要參演」。

## 演出
粗體字表示主要角色。

### 電視動畫
1983年
- 福星小子 (1981年版)
- 聖戰士丹拜因（男A）
- 魔法天使奶油麻美

1984年
- 重戰機L-Gaim（部下、盜賊、乘組員 等）
- 星槍士俾斯麥（兵 等）

1985年
- 機動戰士Z鋼彈（基斯隆、特利帕、波提、丹凱爾·庫帕、阿德爾·芝諾、哈美爾、MP）
- 忍者戰士飛影（麥克·柯伊爾）

1986年
- 機動戰士鋼彈ZZ（伊諾·阿帕布伊尼、基斯隆、瓦依姆）
- 青春動畫全集（日语：青春アニメ全集）（文次、健次）
- 六三四之劍 青春篇（魚戶修）
- 相聚一刻

1987年
- 動畫三劍客（日语：アニメ三銃士）
- 機甲戰記龍騎兵（肯·若葉）
- 橙路（火野勇作）
- 聖鬥士星矢（斯畢加）
- 聖魔大戰（無境聖武）

1988年
- 超能力魔美（中村）
- 極速悍將（日语：F (漫画)）（機械 等）
- 魔神英雄傳（年輕夫婦·夫）
- 格林名作劇場（約林格爾、王子）

1989年
- 偶像英里子傳說（小中比呂）
- 森林大帝 (1989年版)（猴子、新來的山魈）
- 大耳鼠（呂諾夫殿下）

1990年
- 功夫貓黨（水之、3萬號、卡美哈美8號）
- 櫻桃小丸子 (第1期)（花輪〈花輪和彥〉[5]、青年、電視聲音、松岡三郎〈三松屋的店主〉、三澤、渡邊、根岸、魚屋店主、青蛙、釣魚的人）
- 我是鶴姬！（日语：つる姫じゃ〜っ!）（又五郎）
- 魔神英雄傳2（塔斯曼）
- 勇者凱撒（藍雷克／ 無敵雷克）
- 亂馬½ 熱鬥篇（模仿小子小健）

1991年
- 踢向明天（日语：あしたへフリーキック）（馬爾可·戴·倪尼）
- 金魚注意報（麥可）
- 猜拳人（ジャンケンカー）
- 絕對無敵雷神王（薩法）
- 太陽勇者（哈克）
- 鬥球兒彈平（宇佐美俊）
- 意甲小旋風（日语：燃えろ!トップストライカー）（卡羅）

1992年
- 踢向明天（日语：あしたへフリーキック）（馬爾可·戴尼尼）
- 風中少女 金髮珍妮（比爾）
- 卡利麥羅 (1992年版)（傑瑞）
- 元氣爆發伏魔金剛（拉凱頓、韋瑟）
- 勇者傳說達鋼（技師）
- 南國少年奇小邪（武者浩二）
- 法蘭德斯之犬 我的帕特拉許（日语：フランダースの犬 ぼくのパトラッシュ）（史蒂芬）
- 橫山光輝 三國志（諸葛瑾〈少年時期〉）

1993年
- 足球風雲（平松和廣[6]）
- 熱血最強（男學生）
- 餓狼傳說（托尼）
- 家有賤龍（地山田橋之助[7]）
- 勇者特急隊（濱田滿彥、小次郎、旁白）

1994年
- 機動武鬥傳G鋼彈（漢斯·波爾加）
- 足球小將翼J（葵新伍）
- 飛天少女豬（武者小路夢麿）
- 魔法騎士雷阿斯（獅堂翔）

1995年
- 黃金勇者（龍馬）
- 去吧！稻中桌球社（田原年彥）
- 恐龍冒險記（日语：恐竜冒険記ジュラトリッパー）（卡西拉）
- 麵包超人（繃帶人〈第2代〉）
- 櫻桃小丸子 (第2期)（1995年—，花輪〈花輪和彥〉[8]）
- 天地無用！（柾木天地）

1996年
- 蒙面俠蘇洛傳（市民）
- 灰姑娘物語（夏爾、青年）
- 麵包超人（蘆筍弟弟）
- 美少女戰士SuperS（西野）
- 魔法少女砂沙美（柾木天地）
- 浪客劍心（東山龍三郎）

1997年
- 吸血姬美夕（神魔·嘴貪）
- 金田一少年之事件簿（水崎丈次）
- 新·天地無用！（柾木天地）
- 超魔神英雄傳（巴格洛、／冰牙白虎）

1998年
- 幸運女神 小不隆咚便利多多（森里螢一）
- 性感指令外傳 好厲害啊!! 勝先生（日语：セクシーコマンドー外伝 すごいよ!!マサルさん）（綾茂高校隊長）
- 青澀之戀（郵差）
- D4朵莉絲（爺爺）
- 神奇寶貝（才藏）

1999年
- 伊索世界（カッパン）
- 金田一少年之事件簿（千家貴司）
- 麻辣教師GTO（嘉手納高志）
- 數碼寶貝大冒險（城戶丈、城戶修、泉政實、地岡、加支獸、怪蛙獸、奇蛙獸、祖利獸）
- HUNTER×HUNTER (1999年版)（雲古）
- 炸彈人 彈珠人爆外傳V（木乃伊寶）
- 甜蜜小天使 (1998年版)（比爾）
- 名偵探柯南（海部肇）

2000年
- 數碼寶貝大冒險02（城戶丈、城戶修、毛人獸、貝殼獸、巨大豆豆獸、砲彈獸、究極魔獸、泉政實）

2001年
- 刃牙（範馬刃牙）
- 聖石小子（「元素使者」殛克哈爾德·辛薩）
- 漫畫派對（千堂和樹）
- 數碼寶貝03馴獸師之王（道爾芬、葛拉尼、羅伯·麥考伊）
- 網球王子（若人弘）
- PaRappa the Rapper（日语：パラッパラッパー）（PJ 貝里）

2002年
- 真·女神轉生D 惡魔之子 光之書與闇之書（杜瑞爾）
- 數碼寶貝04無限地帶（百問獸、旁白）
- 天地無用！GXP（柾木天地）
- 爆鬥宣言大鋼彈（霍華德）

2003年
- 原子小金剛 (2003年動畫)（朋友）
- 貯金大冒險（ネギマ）
- 魔法少年賈修（凱喬美（日语：キャンチョメとパルコ・フォルゴレ）、拉烏辛·莫〈第2代〉、阿道勒）
- 魁!! 天兵高校（平井健）
- 鈴鐺貓娘Nyo（庵衣大福）
- .hack//黃昏的腕輪傳說（柯靡漾三世）
- 愛的魔法（滝）

2004年
- Sweet Valerian（日语：スウィート・ヴァレリアン）（老爺爺、攤子的小哥、可疑的店員、職員B、橋本先生、田代）
- 名偵探柯南（糸川透）

2005年
- 幸運女神（森里螢一）
- 漫畫派對Revolution（千堂和樹）
- 怪醫黑傑克（伊東）
- 名偵探柯南（木島實）

2006年
- 幸運女神 各自的羽翼（森里螢一）
- 飛輪少年（飯糰[9]）
- TSUBASA翼 (第2期)（基法）
- 數碼寶貝拯救隊（倉田明宏、貝爾芬獸憤怒形態）
- 妖怪人間貝姆 (2006年版)（ブンタ）
- 吉永家的石像怪（東宮天彌）

2007年
- 東京暴族2（日语：TOKYO TRIBE2）（裸武、阿波及）
- 旁邊的兒童 我的火腿組（日语：はたらキッズ マイハム組）
- 旋風管家（桂雏菊的父親）

2008年
- 吸血鬼騎士（獵人協會會長）
- 吸血鬼騎士 Guilty（獵人協會會長）
- 花漾明星KIRARIN STAGE3（クリクリチャン·アッセン）
- 鬼太郎 (第5作)（鐮鼬、蟾蜍）
- ONE PIECE（托朗）

2009年
- 空中鞦韆（倉本）
- 洋葱和尚朝太郎（日语：ねぎぼうずのあさたろう）（大木桃之介）
- FRESH光之美少女！（動物吉田）
- 瑪麗與伽利（日语：マリー&ガリー）（福瑞敏[10]）

2010年
- 守護貓娘緋鞠（酒呑童子）
- 數碼寶貝合體戰爭（不行獸）
- FAIRY TAIL（拉比安）
- 瑪麗與伽利 ver.2.0（福瑞敏）

2011年
- 「C」（竹田崎重臣）
- 數碼寶貝合體戰爭（偵查獸長老、陽本明里的父親）
- 數碼寶貝合體戰爭 邪惡的死亡指揮官與七個王國（不行獸、強者獸）
- 數碼寶貝合體戰爭 穿越時空的少年獵人們（不行獸→強者獸）
- 美食獵人TORIKO（部長）

2012年
- 釣球（司機）
- 數碼寶貝合體戰爭 穿越時空的少年獵人們（城戶丈、葛拉尼）
- HUNTER×HUNTER (新版)（仙派）
- 戰鬥陀螺 鋼鐵奇兵 ZERO G（木倉源）

2013年
- 蠟筆小新（貝田宅造）

2014年
- 愛·天地無用！（征木天地[11]）
- 生存遊戲社（庫內奧）
- 團地友夫（河川男子）
- （軟綿綿、魔法使摩亞摩亞、鯨王、里緒的爺爺）
- ONE PIECE（凱利·范庫、喀布哥）

2015年
- 蠟筆小新（見下志照夫）
- ONE PIECE薩波特別篇 ～三兄弟的羈絆 奇跡的再會和被繼承的意志～（凱利·范庫、喀布哥）

2016年
- 決鬥大師VSRF（たーくん、真間第）
- 七龍珠超（莫納卡、貝爾摩德）

2017年
- 七龍珠超（貝爾摩德、羅塔博士）
- 正確的卡多（笹內直己[12]）
- ONE PIECE（邦德）

2018年
- ONE PIECE 空島特別篇（日语：ONE PIECE エピソードオブ空島）（王）

2020年
- Asatir 未來的傳說故事（日语：アサティール 未来の昔ばなし）（弗納伊什）
- 繼怪怪守護神（兼爺）
- 數碼寶貝大冒險：（百問獸）

2022年
- 泡泡糖忍戰（阿尚）
- 數碼寶貝幽靈遊戲（銀龍獸）

2023年
- 屁屁偵探（鴿村）

### 電影動畫
1986年
- 超級瑪利歐兄弟：碧奇公主救出大作戰！（日语：スーパーマリオブラザーズ ピーチ姫救出大作戦!）（哈魯王子）

1988年
- 銀河英雄傳說：我的征途是星辰大海（路易·非魯姆[13]）

1989年
- 金星戰記（日语：ヴイナス戦記）（羅布）

1990年
- 櫻桃小丸子：友情歲月（日语：ちびまる子ちゃん (映画)）（花輪〈花輪和彥〉[14]）
- 大耳鼠：愛莉活動大寫真（呂諾夫殿下）

1992年
- 櫻桃小丸子：我最喜歡的歌（花輪〈花輪和彥〉）
- 機動戰士鋼彈0083：吉翁的殘光（彼特·史考特）

1994年
- 劇場版 美少女戰士S（宇宙翔）
- J聯賽的享受100倍快樂的方法!!（日语：Jリーグを100倍楽しく見る方法!!）（北澤豪）

1996年
- 金田一少年之事件簿：歌劇院新殺人事件（江口六郎）
- 天地無用！in LOVE（柾木天地）
- 哆啦A夢：大雄與銀河超特急（王子）

1997年
- 天地無用！盛夏的聖誕夜（柾木天地）

1999年
- 天地無用！in LOVE 2 遙遠的思念（柾木天地）

2000年
- 劇場版 幸運女神（森里螢一）
- 數碼寶貝大冒險：我們的戰爭遊戲（城戶丈、絹）
- 數碼寶貝大冒險 前篇：數碼寶貝颶風登陸!!／後篇：超絕進化!! 黃金的數碼裝甲!![錨點失效]（城戶丈）

2001年
- 數碼寶貝大冒險02：超惡魔獸的逆襲（城戶丈）

2002年
- 數碼寶貝04無限地帶：古代數碼寶貝復活!!（百問獸）

2004年
- 魔法少年賈修：第101個魔物（凱喬美（日语：キャンチョメとパルコ・フォルゴレ））

2005年
- 劇場版 網球王子：跡部的禮物 ～獻給你的網王祭～（若人弘）
- 魔法少年賈修：機械巴爾漢來襲（凱喬美）

2006年
- 劇場版 光之美少女Splash Star：滴嗒危機一髮！（時針子）
- 劇場版 機動戰士Z鋼彈III：A New Translation -星之鼓動是愛-（丹凱爾·庫帕）
- 劇場版 怪傑佐羅利：神秘寶藏大作戰（瑪第）

2009年
- （諾索）

2013年
- 劇場版 光之美少女 All Stars New Stage2：心之朋友（妖精學校老師）
- 劇場版 美食獵人TORIKO -美食神的超食寶-（部長）

2014年
- 劇場版 光之美少女 All Stars New Stage3：永遠的朋友（合體惡魔獸、妖精學校老師）

2015年
- 櫻桃小丸子：來自義大利的少年（花輪〈花輪和彥〉[15]）

2018年
- 劇場版 無敵鐵金剛／INFINITY（小莫[16]）
- 七龍珠超：布羅利（基科諾）

### OVA
1985年
- 福星小子 了子的九月茶會
- Love Position 排球傳說（日语：ラブ・ポジション ハレー伝説）（隊員[17]）

1986年
- 機甲界 鐵之紋章（喬迪·波德王子）
- 宇宙最強的粉紅衝擊（日语：コスモス・ピンクショック）（副團長）
- The 超女（嬌小男性）

1987年
- （拓海）
- 重戰機L-Gaim（亞隆·傑爾巴）
- 超獸機神斷空我 GOD BLESS DANCOUGA（早瀨優）

1988年
- New Story of Aura Battler DUNBINE

1989年
- 銀河英雄傳說（康拉特·馮·默德爾）
- 新足球小將翼（幾諾·黑爾南頓、帕斯卡爾）

1990年
- （寺山末吉）
- A-Ko The VS GRAY SIDE（馬丁）
- A-Ko The VS BLUE SIDE（馬丁）
- SD鋼彈外傳III Algus騎士團（騎士阿雷克斯、鬥士里克·迪亞斯、僧侶梅塔斯）
- SD鋼彈外傳IV 光之騎士（騎士阿雷克斯）
- 涼太
- 八神君的家庭事情（日语：八神くんの家庭の事情）（男學生）
- YJ版檸檬天使（日语：レモンエンジェル (漫画)）（貝斯〈樂團夥伴〉）

1991年
- （寺山末吉）
- 御宅族錄影帶（三善）
- 摩羯座（日语：カプリコン）
- 機動戰士鋼彈0083：Stardust Memory（彼特·史考特）
- 硬派銀次郎（日语：硬派銀次郎）（勝）
- 3×3 EYES（猿渡〈猴子〉）
- 柔道部物語（日语：柔道部物語）（森田）
- JINGI 仁義（日语：JINGI 仁義）（米助）
- 風暴戰士ORGUN

1992年
- 間之楔（諾利斯）
- 源氏（日语：源氏 (漫画)）（平清盛〈弟〉）
- 下載 南無阿彌陀佛是愛的誦詩（日语：ダウンロード 南無阿弥陀仏は愛の詩）
- 天地無用！魎皇鬼（柾木天地）
- BASTARD!! -暗黑的破壞神-（拉茲·烏魯·梅塔·利卡那）
- ARMY ★COMBAT（岩山源三郎）
- 放學後的Tinker Bell（日语：放課後シリーズ）（雪野廣尾）
- 融岩大使（村上守）

1993年
- 幸運女神（森里螢一）
- 偶像防衛隊（安田）
- 我是大哥大!!（田中良）
- BAD BOYS 搞怪少年（詹姆士直）

1994年
- 御宅星座（日语：おたくの星座）
- 天地無用！魎皇鬼 (第2期)（征木天地）
- 嬌娃夏生的危機（日语：なつきクライシス）（本堂尚彌）

1995年
- 魔法少女砂沙美（河合天地）

1996年
- 小鐵的大冒險（日语：小鉄の大冒険）（御門龍也）
- 世紀末★達令（日语：世紀末★ダーリン）（板橋猛）
- 音速小子（日语：ソニック・ザ・ヘッジホッグ (OVA)）（刺猬索尼克、機械索尼克）
- 同級生2（近藤誠）
- BRONZE ZETSUAI since 1989（日语：絶愛-1989-）（南條秋人）

1997年
- 超獸傳說Gestalt（日语：超獣伝説ゲシュタルト）（梅賽爾）

1999年
- High school aura buster（日语：ハイスクール・オーラバスター）（水澤諒）

2001年
- Good Morning Call愛情起床號（淺井健嗣）

2003年
- 天地無用！魎皇鬼 (第3期)（征木天地）

2009年
2011年
- 幸運女神 永遠的兩人（森里螢一）

2016年
- 天地無用！魎皇鬼 (第4期) （征木天地）

2020年
- 天地無用！魎皇鬼 (第5期) （征木天地）

### 遊戲
1994年
- 天地無用！（柾木天地）

1995年
- 櫻桃小丸子的繪圖日記世界（花輪〈花輪和彥〉）
- 櫻桃小丸子 目標！南島!!（花輪〈花輪和彥〉）
- 櫻桃小丸子的對戰方塊（花輪〈花輪和彥〉）

1996年
- 櫻桃小丸子 豪華益智問答（花輪〈花輪和彥〉）

1997年
- ROCKY×HOPPER（日语：ROCKY×HOPPER）
- 超級機器人大戰F（伊諾·阿帕布伊尼、一般兵）

1998年
- 超級機器人大戰F完結篇（丹凱爾·庫帕、伊諾·阿帕布伊尼）
- 誕生 ～Debut～（日语：誕生 〜Debut〜）
- （瓦爾茲）
- 真實機器人終極大戰（日语：リアルロボッツファイナルアタック）（肯·若葉）

1999年
- 超級機器人大戰完全版（伊諾·阿帕布伊尼）

2000年
- 超級機器人大戰α（丹凱爾·庫帕、伊諾·阿帕布伊尼）

2001年
- 超級機器人大戰α for Dreamcast（丹凱爾·庫帕、伊諾·阿帕布伊尼）
- 超級機器人大戰α外傳（丹凱爾·庫帕）

2002年
- 即興王子…與不愉快的夥伴們!?（日语：アドリブ王子）
- SD鋼彈 G世代 NEO（卡爾·黑澤、丹凱爾·庫帕）
- 超級機器人大戰IMPACT（日语：スーパーロボット大戦IMPACT）（麥克·柯伊爾、機械諾伊德兵）
- 聖石小子系列（「元素使者」殛克哈爾德·辛薩）
  - 聖石小子 ～未完的秘石～
  - 聖石小子 真實格鬥戰
  - 聖石小子 ～光與闇之戰～
  - 聖石小子 ～光與闇之戰2～

2003年
- 第2次超級機器人大戰α（丹凱爾·庫帕、伊諾·阿帕布伊尼）

2004年
- SD鋼彈 G世代 SEED（卡爾·黑澤）
- 魔法少年賈修 友情搭檔作戰（日语：金色のガッシュベル!! 友情タッグバトル）（凱喬美（日语：キャンチョメとパルコ・フォルゴレ））
- 魔法少年賈修!! 友情搭檔火力全開（日语：金色のガッシュベル!! 友情タッグバトル フルパワー）（凱喬美）
- 魔法少年賈修 激鬥！最強的魔物們（日语：金色のガッシュベル!! 激闘!最強の魔物達）（凱喬美）
- 魔法少年賈修 友情的電擊2（日语：金色のガッシュベル!! うなれ!友情の電撃2）（凱喬美）
- 超級機器人大戰MX（伊諾·阿帕布伊尼、肯·若葉）
- 超級機器人大戰GC（日语：スーパーロボット大戦GC）（伊諾·阿帕布伊尼、肯·若葉）
- 重生傳奇（薩雷）
- 數碼寶貝格鬥編年史（百問獸）

2005年
- Another Century's Episode（肯·若葉）
- 鋼彈戰役（日语：ガンダムバトルタクティクス）（手塚翔）
- 魔法少年賈修 友情搭檔作戰2（日语：金色のガッシュベル!! 友情タッグバトル#金色のガッシュベル!! 友情タッグバトル2）（凱喬美）
- 魔法少年賈修 友情的電撃 Dream Tag Tournament（日语：金色のガッシュベル!! うなれ!友情の電撃 ドリームタッグトーナメント）（凱喬美）
- 魔法少年賈修 魔鬼對戰（凱喬美）
- 超級機器人大戰MX PORTABLE（伊諾·阿帕布伊尼、肯·若葉）
- 第3次超級機器人大戰α 終焉之銀河（丹凱爾·庫帕、伊諾·阿帕布伊尼）

2006年
- Another Century's Episode 2（肯·若葉）
- 足球小將翼（日语：キャプテン翼 (ゲーム)）（幾諾·黑爾南頓）[注 1]
- 超級機器人大戰XO（伊諾·阿帕布伊尼、肯·若葉）

2007年
- Another Century's Episode 3 THE FINAL（肯·若葉）
- SD鋼彈 G世代 SPIRITS（丹凱爾·庫帕、伊諾·阿帕布伊尼）
- 鋼彈激鬥年代記（手塚翔）
- 鋼彈無雙（丹凱爾·庫帕、一般兵ACE 1號）

2008年
- 鋼彈無雙2（丹凱爾·庫帕）
- 超級機器人大戰A 攜帶版（伊諾·阿帕布伊尼、肯·若葉）
- 超級機器人大戰Z（丹凱爾·庫帕）

2009年
- SD鋼彈 G世代 WARS（伊諾·阿帕布伊尼、丹凱爾·庫帕）
- 櫻桃小丸子DS 小丸子的市鎮（花輪〈花輪和彥〉、三松屋的店主）

2010年
- Another Century's Episode:R（丹凱爾·庫帕）
- 鋼彈無雙3（丹凱爾·庫帕）
- .hack//Link（柯靡漾3世）

2011年
- INSTANT BRAIN（日语：インスタントブレイン）（出洲間神西）
- SD鋼彈 G世代 WORLD（伊諾·阿帕布伊尼、丹凱爾·庫帕）
- SD鋼彈 G世代 3D（丹凱爾·庫帕）
- 時空幻境 世界傳奇 閃耀神話3（日语：テイルズ オブ ザ ワールド レディアント マイソロジー3）（薩雷）

2012年
- SD鋼彈 G世代 OVER WORLD（伊諾·阿帕布伊尼、丹凱爾·庫帕）
- 勇氣默示錄

2013年
- 超級機器人大戰UX（麥克·柯伊爾）
- 數碼寶貝大冒險（城戶丈[18]）
- 勇氣默示錄 完全版

2014年
- 機動戰士鋼彈 極限vs.火力全開（日语：機動戦士ガンダム エクストリームバーサス フルブースト）（伊諾·阿帕布伊尼）
- 七龍珠群雄（克力札、貝爾摩德）

2015年
- XUCCESS HEAVEN（愛河翠[19]）
- 超級機器人大戰BX（騎士阿雷克斯）
- 七龍珠究極任務2（克力札、貝爾摩德）
- 勇氣默示錄2 終結次元

2017年
- 足球小將翼 ～奮戰夢幻隊～（帕斯卡爾[20]）
- 超級機器人大戰V（伊諾·阿帕布伊尼、濱田滿彥）
- 七龍珠究極任務X（克力札、貝爾摩德）

2018年
- 超級機器人大戰X（濱田滿彥）
- 超級七龍珠群雄（克力札、貝爾摩德）

2019年
- 超級機器人大戰T（伊諾·阿帕布伊尼、濱田滿彥）
- 魔法少年賈修 Golden Memories（凱喬美）

### 外語配音

#### 電影
- 第五惑星（英语：Enemy Mine (film)）
- 親愛的，我把孩子縮小了（英语：Honey, I Shrunk the Kids）（盧瑟·“小魯斯”·湯普生〈湯瑪士·威爾森·布朗（英语：Thomas Wilson Brown）〉）※富士電視台版。
- 電光飛鏢俠（英语：Krull (film)）
- 萊西大冒險（日语：名犬ラッシーの大冒険）（施普勒）※VHS版。
- 密西西比在燃燒 ※朝日電視台版。
- 三不管地帶（英语：No Man's Land (1987 film)） ※朝日電視台版。
- 玫瑰兄弟情（英语：The Brotherhood of the Rose）（克利斯／雷木思〈大衛·摩斯〉）※東京電視台版。
- 地獄來的芳鄰 ※朝日電視台版。
- 藍色小精靈2（小派對〈凱文·李〉）
- 下一個就是你（英语：Urban Legend (film)）（保羅·加德納〈傑瑞德·萊托〉）
- 西城故事（A-Love）※東京電視台版。

#### 電視影集
- 千日的約定（朴昌州）
- 飛越比佛利（瑞克）
- 擁抱太陽的月亮
- 高地（英语：The Heights (TV series)）（DZ〈肯·葛瑞托〉）

#### 動畫
- 阿德日記（英语：Doug (TV series)）（斯基特·瓦倫丁〈弗雷德·紐曼（英语：Fred Newman (actor)）〉）
- 我的雨林朋友（英语：FernGully: The Last Rainforest）（Pips〈克利斯汀·史萊特〉）
- The Cobi Troupe（西班牙语：The Cobi Troupe）（喬治）※NHK版。

### 特攝影集
2016年
- 動物戰隊獸王者（的聲音）

### 廣播
- NG騎士檸檬汽水&40EX2 晃蕩銀河帝國大混戰！（日语：NG騎士ラムネ&40EX2 ユラユラ銀河帝国大混戦!）（水果·馮·糖漿）

### CD
- ICS犀生國際大學A棟302號 廣播劇CD（堤由規彥）
- 荒野英雄傳說（日语：ガンドライバー#CD文庫）（迪克）
- 黑色鬱金香系列（日语：黒いチューリップ (漫画)）（小澤圭介）
- 幻獸奇緣 廣播劇CD（亨利）
- 小魔女DoReMi系列（エンカ）
  - 『小魔女DoReMi CD俱樂部 其3 』
- 數碼寶貝大冒險系列（城戶丈）
  - 『數碼寶貝大冒險 角色歌曲 迷你廣播劇1』
  - 『數碼寶貝大冒險 角色歌曲 迷你廣播劇2』
  - 『數碼寶貝大冒險 角色歌曲 迷你廣播劇3』
  - 『數碼寶貝大冒險 原創劇集 2年半的休假』
- 數碼寶貝大冒險02 最佳夥伴4 城戶丈&哥瑪獸
- 純愛手札 廣播劇CD（芹澤勝馬）
- High school aura buster（日语：ハイスクール・オーラバスター）（水澤諒）
- 咕嚕咕嚕魔法陣 廣播劇CD ～大迷惑！熱血妖精的報恩～（熱血妖精）
- 螺旋的碎片 廣播劇CD（加賀雅之）

### BLCD
- 為你而死（菊池雅美）
- 幸運男子 -幸運小子-（日语：幸運男子 -ラッキーくん-#ドラマCD）
- 晚上的孩子（日语：子供たちは夜の住人） BL廣播劇CD（柴）
- 世紀末★達令（日语：世紀末★ダーリン）（板橋猛）
- MIND SCREEN -HEAVEN-（高瀨俊一）

### 漫畫CD
- 守護月天！（宮內出雲〈初代〉）

### 廣告
- 機甲戰記威龍DVDBOX（肯·若葉）
- 新·U-CAN通信講座（日语：ユーキャン） OL(3)篇（影片中的客人）
- 電台廣告

### 電視節目
- 冗談畫報2（日语：冗談画報）（1990年8月6日）[注 2]
- 尋找懷疑2（日语：ダウトをさがせ!）（旁白）[注 3]
- 國王的早午餐（日语：王様のブランチ）
- 拜託了！排行榜 GOLD 2小時特別節目（日语：お願い!ランキング）（2012年1月21日播出）[注 4]
- 小知識之泉（2004年1月28日播出，以花輪的聲音朗讀土方歲三的信件）
- COUNT DOWN TV（菊池君，1993年4月－現在）
- 24小時電視 殘障人士紀錄片
- 日立製作所 GA-Z
- 武井壯 在世界196個國家買房（2018年10月12日）

## 腳註

## 外部連結
- Kenyu Office公式官網的聲優簡介 （页面存档备份，存于） （日語）